# Sobrenutrición
Sobrenutrición (también conocida como hiperalimentación) es una forma de desnutrición siendo una acumulación anormal o excesiva de nutrientes que puede ser perjudicar la salud.
La cantidad de nutrientes supera la cantidad requerida para crecimiento normal, desarrollo, y metabolismo.  La sobrenutrición generalmente se da cuando una persona consume grandes cantidades de alimentos altos en energía, pero pobres en otros nutrientes fundamentales, llevando a manifestaciones como el sobrepeso, la obesidad y otras patologías relacionadas como la diabetes juvenil o, incluso, enfermedades cardiovasculares.
El término también puede referirse a:
- Obesidad, un trastorno que se produce al ingerir más calorías de las que se queman, además de:
- Abastecimiento excesivo de un nutriente específico, como minerales dietéticos o intoxicación por vitaminas.

Para el exceso de minerales, consulte:
- Envenenamiento por hierro.
- Dieta baja en sodio (una respuesta al exceso de sodio o sal en el organismo).

La sobrenutrición también puede referirse a un mayor consumo de alimentos de lo apropiado, así como a otros procedimientos de alimentación como la nutrición parental. [cita requerida]